# Abasolo (Guanajuato)
Pour les articles homonymes, voir Abasolo.

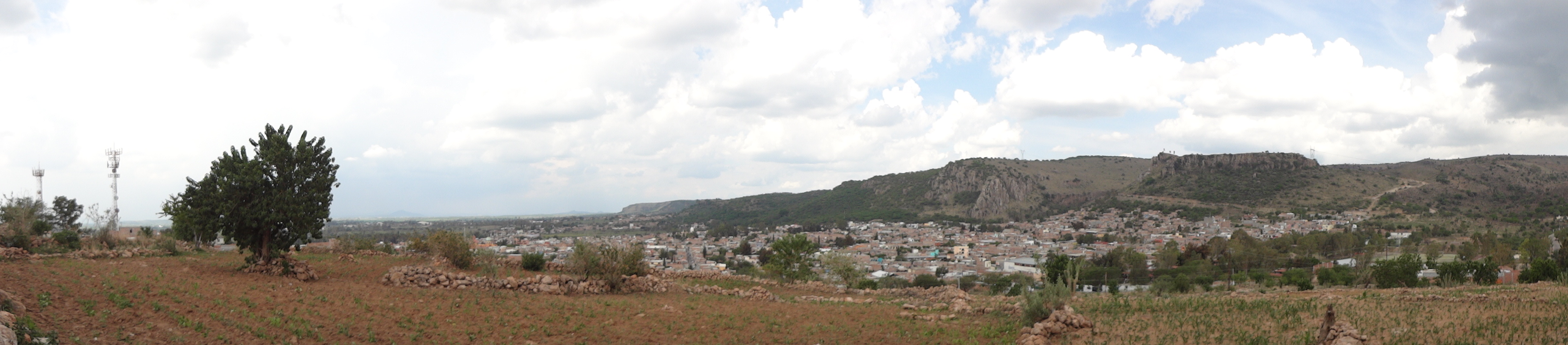

Abasolo est une ville et une municipalité situé dans la Sud-Ouest de l'État du Guanajuato au Mexique. Lors du recensement de 2005, elle avait une population de 79 093 habitants.